# Rank (Népal)
Pour les articles homonymes, voir Rank.
Rank (en népalais : राँक) est un comité de développement villageois du Népal situé dans le district de Rolpa. Au recensement de 2011, il comptait 6 151 habitants.